# 克韋塞雷山
13°43′21″S 71°05′46″W / 13.72250°S 71.09611°W
克韋塞雷山（Quevesere），是秘魯的山峰，位於該國東南部庫斯科大區，由基斯皮坎奇省的奧孔加特區負責管轄，屬於韋爾卡努塔山脈的一部分，海拔高度約5,700米。